# Vitus Bering
Vitus Jonassen Bering (Horsens, Jutlàndia, Dinamarca, 12 d'agost del 1681 – Illa de Bering, Rússia, 19 de desembre del 1741) va ser un navegant i explorador d'origen danès al servei de Rússia. Era conegut entre els mariners russos amb el nom d'Ivan Ivanòvitx. (rus: Иван Иванович Беринг) Va dirigir dues importants expedicions russes a Kamtxatka en les quals explorà la costa siberiana, aconseguint navegar per aigües de l'estret de Bering i arribar fins a la costa occidental de l'Amèrica del Nord. L'estret de Bering, el mar de Bering, l'illa de Bering, la glacera de Bering i el llac Vitus van ser batejats en el seu honor.
Sortint al mar com a grumet a l'edat de quinze anys, Bering va viatjar molt durant els vuit anys següents, a més d'estudiar naval a Amsterdam. El 1704, es va enrolar a la marina russa en ràpida expansió del tsar Pere I (Pere el Gran). Després de servir a l'armada en papers significatius però no de combat durant la Gran Guerra del Nord, Bering va plegar el 1724 per evitar la contínua vergonya del seu baix rang amb Anna, la seva dona durant onze anys; i en jubilar-se va ascendir a Primer Capità. A Bering se li va permetre mantenir el rang quan es va incorporar a la marina russa més tard el mateix any.
Va ser seleccionat pel tsar per a capità de la Primera Expedició de Kamtxatka, una expedició destinada a navegar al nord des dels llocs avançats russos a la península de Kamtxatka, amb l'encàrrec de cartografiar les noves àrees visitades i d'establir si Àsia i Amèrica compartien una frontera terrestre. Bering va partir de Sant Petersburg el febrer de 1725 com a cap d'una expedició de 34 homes, ajudat per l'experiència dels tinents Martin Spanberg i Aleksei Txírikov. El partit es va enfrontar amb homes mentre es dirigia cap a Okhotsk, trobant moltes dificultats (sobretot la manca de menjar) abans d'arribar a l'assentament. Des d'allà, els homes van navegar cap a la península de Kamtxatka, hi van preparar nous vaixells i van navegar cap al nord (repetint un viatge poc documentat de Semion Dejniov vuitanta anys abans). L'agost de 1728, Bering va decidir que tenien proves suficients que hi havia un mar clar entre Àsia i Amèrica, que no va veure durant el viatge. Per a la primera expedició, Bering va ser recompensat amb diners, prestigi i una promoció al rang noble de Capità Comandant . De seguida va començar els preparatius per a un segon viatge.
Després d'haver tornat a Okhotsk amb una expedició molt més gran, millor preparada i molt més ambiciosa, Bering va partir cap a una expedició cap a Amèrica del Nord el 1741. Mentre ho feia, l'expedició va detectar el Mont Saint Elias i va passar per l'Illa Kodiak. Una tempesta va separar els vaixells, però Bering va albirar la costa sud d'Alaska i va fer un desembarcament a l'illa Kayak o als voltants. Les condicions adverses van obligar Bering a tornar, però va documentar algunes de les illes Aleutianes al seu camí de tornada. Un dels mariners va morir i va ser enterrat en una d'aquestes illes, i Bering va batejar el grup com a Illes Shumagin en el seu nom. El propi Bering va emmalaltir massa per comandar el seu vaixell, que finalment es va empènyer a buscar refugi en una illa deshabitada del grup de les Illes del Comandant (Komandorskiye Ostrova) al sud-oest del mar de Bering. El 19 de desembre de 1741 Vitus Bering va morir a l'illa, que va rebre el nom d'illa de Bering en honor seu nom, prop de la península de Kamtxatka, segons es diu per escorbut (tot i que això ha estat contestat), juntament amb 28 homes de la seva companyia.

## Biografia
Vitus Bering va néixer a Horsens, Dinamarca, fill d'Anne Pedderdatter i el seu marit Jonas Svendsen (un "inspector de duanes i guarda de l'església") i va ser batejat a l'església luterana d'allà el 5 d'agost de 1681. Va rebre el nom d'un besoncle, Vitus Pedersen Bering, que havia estat cronista a la cort reial. La família gaudia d'una seguretat financera raonable, amb dos dels germanastres grans de Vitus assistint tots dos a la Universitat de Copenhaguen. Vitus, però, no ho va fer i, en canvi, va signar amb 15 anys com a grumet. Entre 1696 i 1704, Bering va viatjar pels mars, arribant a l'Índia i les Índies Orientals Neerlandeses alhora que va trobar temps per completar la formació d'oficials navals a Amsterdam. També afirmaria més tard (sembla sense proves) haver servit en baleners danesos a l'Atlàntic Nord, visitant colònies europees al Carib i a la costa oriental d'Amèrica del Nord. Va ser a Amsterdam, però, que el 1704 i sota la direcció de l'almirall rus d'origen noruec Cornelius Cruys, Bering va obtenir el càrrec d'oficial a la marina russa, amb el rang de subtinent. Entre 1710 i 1712 va estar destinat a la flota del mar d'Azov, a Taganrog, on va participar en la Guerra russoturca de 1710-1711. Seria ascendit repetidament a la marina de ràpida evolució de Pere el Gran, assolint el rang de segon capità el 1720. En aquell temps, sembla que no va estar involucrat en cap batalla naval, però va comandar uns quants vaixells en missions potencialment perilloses, inclòs el transport d'un vaixell des del mar d'Azov a la costa sud de Rússia fins al Bàltic a la seva costa nord. El seu treball en les últimes etapes de la Gran Guerra del Nord (que va acabar el 1721), per exemple, va estar dominat per tasques més lleugeres.
El 8 d'octubre de 1713, Bering es va casar amb Anna Christina Pülse; la cerimònia va tenir lloc a l'església luterana de Víborg, recentment annexada de Suècia. Durant els següents 18 anys, van tenir nou fills, quatre dels quals van sobreviure a la infància. Durant el seu temps amb la marina russa- sobretot com a part de la Gran Guerra del Nord– no va poder passar gaire temps amb Anna, que era aproximadament onze anys més jove de Bering i filla d'un comerciant suec. En acabar la guerra el 1721, Bering no va ser promogut com molts dels seus contemporanis. L'omissió va resultar especialment vergonyosa quan, el 1724, la germana petita d'Anna, Eufemia, la va eclipsar casant-se amb Thomas Saunders, que ja era contraalmirall malgrat un període de servei molt més curt. Per tal de salvar la cara, Bering, de 42 anys, va decidir retirar-se de la marina, assegurant-se dos mesos de sou i un ascens nocional a primer capità. Poc després, la família– Bering, la seva dona Anna i dos fills petits– es va traslladar de Sant Petersburg per viure amb la família de l'Anna a Viborg. Després d'un període d'atur de cinc mesos, però, Bering va decidir tornar a sol·licitar l'entrada a l'Almirallat. Va ser acceptat per a un període renovat de servei actiu el mateix dia. El 2 d'octubre de 1724, Bering (conservant el rang de primer capità que havia aconseguit a principis d'any) va tornar al mar, comandant el Lesnoe de noranta canons (rus: Лесное, "Bosc"). El tsar aviat tindria un nou comandament per a ell, però.

## Primera expedició a Kamtxatka
El 1725, sota els auspicis del govern rus i Pere el Gran, va viatjar per terra fins al port d'Okhotsk, va creuar el mar d'Okhotsk i va arribar a la península de Kamtxatka. Allà va construir el vaixell Sviatoi Gavriil (Sant Gabriel) i el 1728, a bord d'ell, va emprendre rumb nord. El 10 d'agost de 1728, dia de Sant Llorenç, va descobrir l'illa de Sant Llorenç, el primer lloc conegut d'Alaska en ser visitat per exploradors occidentals. El 16 d'agost va redescobrir les illes Diomedes, a la qual va batejar per ser el dia de Sant Diomedes segons el calendari ortodox rus. Va seguir cap al nord fins que no va veure gens de terra en aquesta direcció, cosa que voldria dir que hauria aconseguit passar l'estret de Bering i demostrant que Rússia i Amèrica estaven separats per aigua. Creient haver complert la seva missió va iniciar el viatge de tornada cap a Kamtxatka per tal de no hivernar en un lloc tan inhòspit. Amb tot, nombroses senyals el van fer creure en l'existència de terra cap a l'est. L'any següent va començar una recerca cap a l'est per trobar el continent americà, però no ho va aconseguir per culpa del mal temps, tot i que va redescobrir l'illa de Ratmanov, la més occidental de les illes Diomedes, ja descoberta per Semyon Dezhnev (c. 1605-1673). L'estiu de 1730 Bering va iniciar el viatge de tornada cap a Sant Petersburg, durant el qual va caure greument malalt i en què uns quants dels seus fills van morir.

## Segona expedició a Kamtxatka (1733-1743)

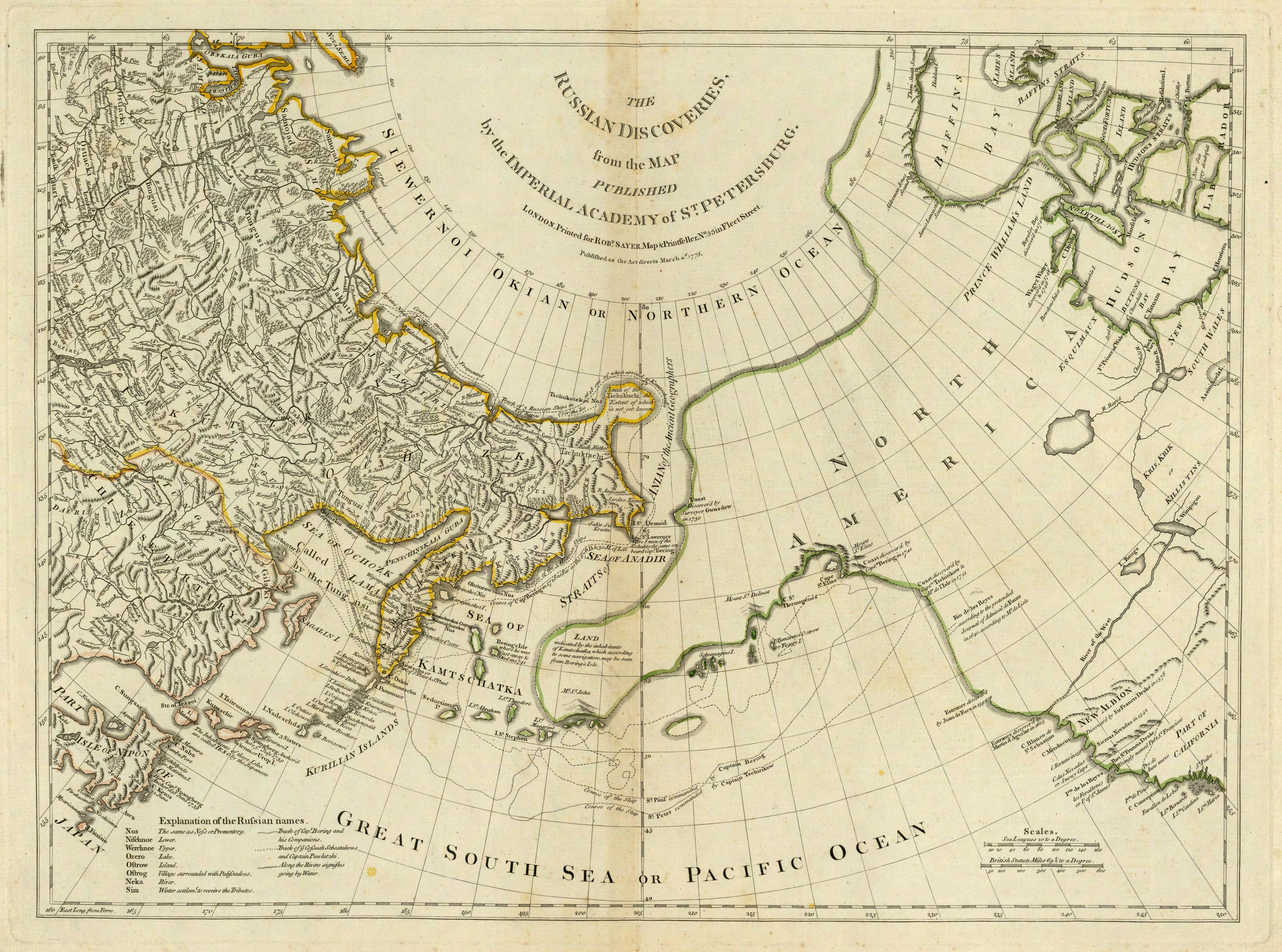
Un dels resultats més importants de l'expedició va ser la cartografia de l'extrem nord-est d'Àsia. (Mapa publicat a Londres el 1775).

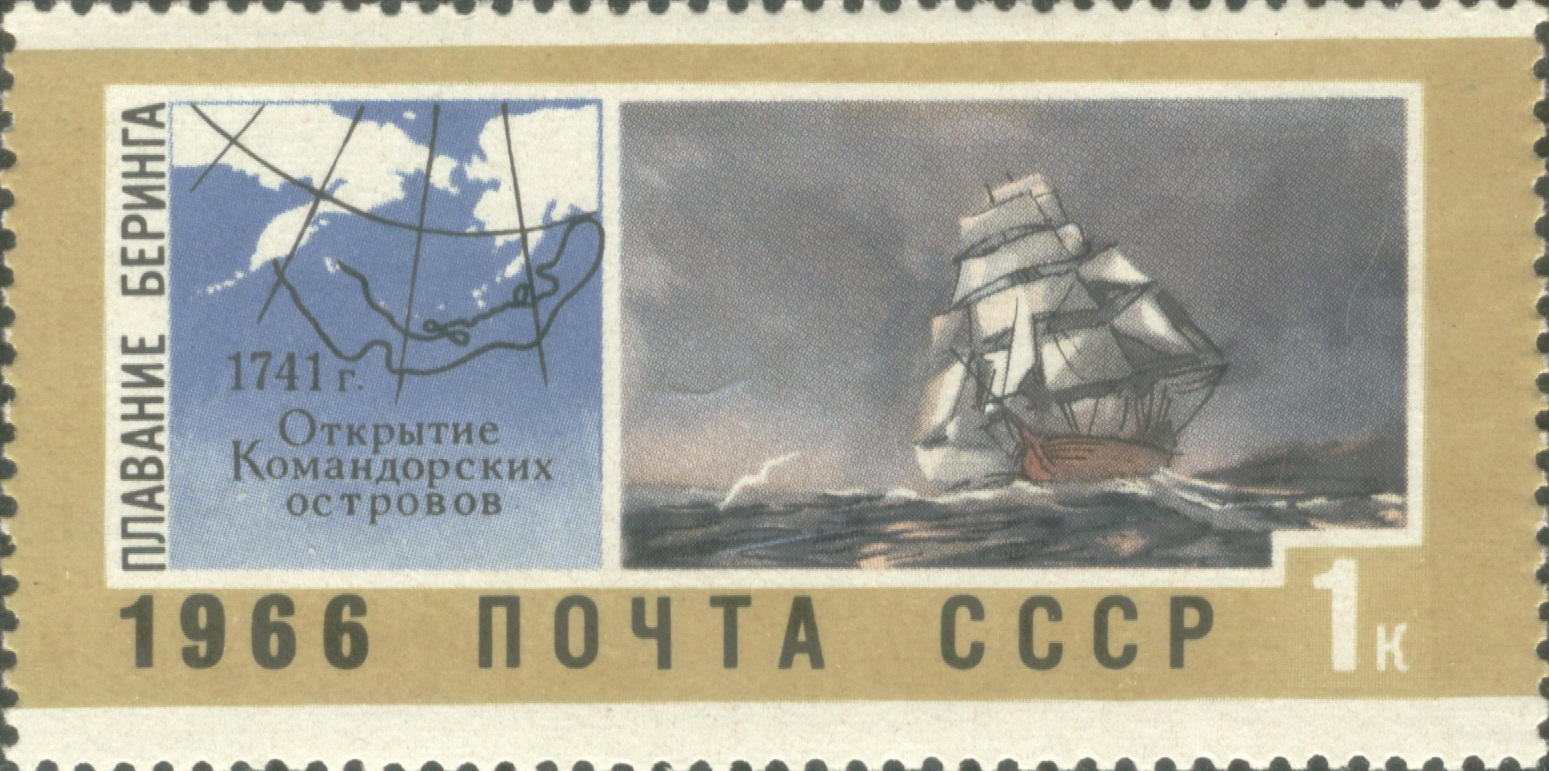
Descobriment de les illes del Comandant (segell de correus de l'antiga URSS, 1966). Es reprodueix la ruta de Bering en la segona expedició a Kamtxatka i una recreació del seu vaixell, el Sviatoi Piotr

El 1733 Bering va tornar a ser escollit per liderar una segona expedició a Kamtxatka, aquesta vegada per l'emperadriu Anna Ivànovna de Rússia (1693-1740), neboda del tsar Pere, que havia accedit al tron el 1730. Els objectius d'aquesta expedició eren més ambiciosos que en l'anterior, ja que es volia explorar una part de Sibèria, les costes russes del nord i les rutes marítimes entre Okhotsk i Amèrica del Nord i Japó. Bering va tornar a la regió de Kamtxatka el 1735. Amb l'ajuda dels artesans locals Makar Rogachev i Andrei Kozmin va construir dos vaixells: el Sviatoi Piotr (Sant Pere) i el Sviatoi Pavel (Sant Pau), amb els quals va emprendre el viatge el 1740. Va fundar Petropàvlovsk-Kamtxatski a Kamtxatka i des d'allà, va liderar una expedició cap a Amèrica del Nord el 1741. Una tempesta va separar els dos vaixells i Bering va acabar a la costa sud d'Alaska, al mar de Bering, desembarcant prop de l'illa Kayak. El segon vaixell, capitanejat per Aleksei Txírikov, va desembarcar a l'arxipèlag Alexander, a l'Alaska sud-oriental. Aquests viatges de Bering i Txírikov van ocupar un lloc central en els esforços de Rússia per explorar el Pacífic nord i són avui dia coneguts com la «Gran Expedició del Nord-est».
Les dures condicions de la regió van obligar a Bering a tornar. En el camí de tornada, va descobrir alguna de les illes de l'arxipèlag de les illes Aleutianes, a les quals va anomenar illes Shumagin en honor d'un mariner del seu vaixell que va morir i va ser enterrat allà. Bering va emmalaltir i en no poder governar el seu vaixell, va haver de refugiar-se a les illes del Comandant, al sud-oest del mar de Bering. El 19 desembre de 1741 Vitus Bering va morir d'escorbut a l'illa que porta el seu nom, una illa on també van morir 28 dels membres de la seva tripulació.
Una tempesta va causar el naufragi del Piotr Sviatoi, però l'únic fuster supervivent, S. Starodubstev, amb l'ajut de la tripulació va aconseguir construir un petit vaixell a partir de les restes salvades de l'enfonsament. El nou vaixell tenia només 12,2 metres i va ser també anomenat Sviatoi Piotr. Dels 77 homes del Sviatoi Piotr, només 46 van sobreviure a les dificultats de l'expedició. L'última víctima va morir el dia abans de l'arribada. El Sviatoi Piotr continuà en servei durant 12 anys, navegant entre la península de Kamtxatka i Okhotsk fins al 1755.
Entre els resultats tangibles de l'expedició, inclòs el descobriment d'Alaska, les illes Aleutianes, les illes del Comandant i l'illa de Bering, destaquen la precisa cartografia de la costa nord i nord-est de Rússia, la refutació de la llegenda sobre llegendaris habitants del Pacífic nord i la realització d'un estudi etnogràfic, històric i biològic de Sibèria i Kamtxatka. L'expedició també va posar fi al somni de l'existència d'un pas del Nord-est, buscat des de principis de segle xvi, que pogués comunicar Àsia i Amèrica.
La segona expedició de Kamtxatka amb els seus 3.000 participants, directes i indirectes, va ser una de les més grans expedicions de la història. El cost total de l'empresa, finançada per l'Estat rus, va tenir un cost d'un milió i mig de rubles, aproximadament una sisena part dels ingressos de Rússia el 1724.

## Reconeixement de les seves expedicions

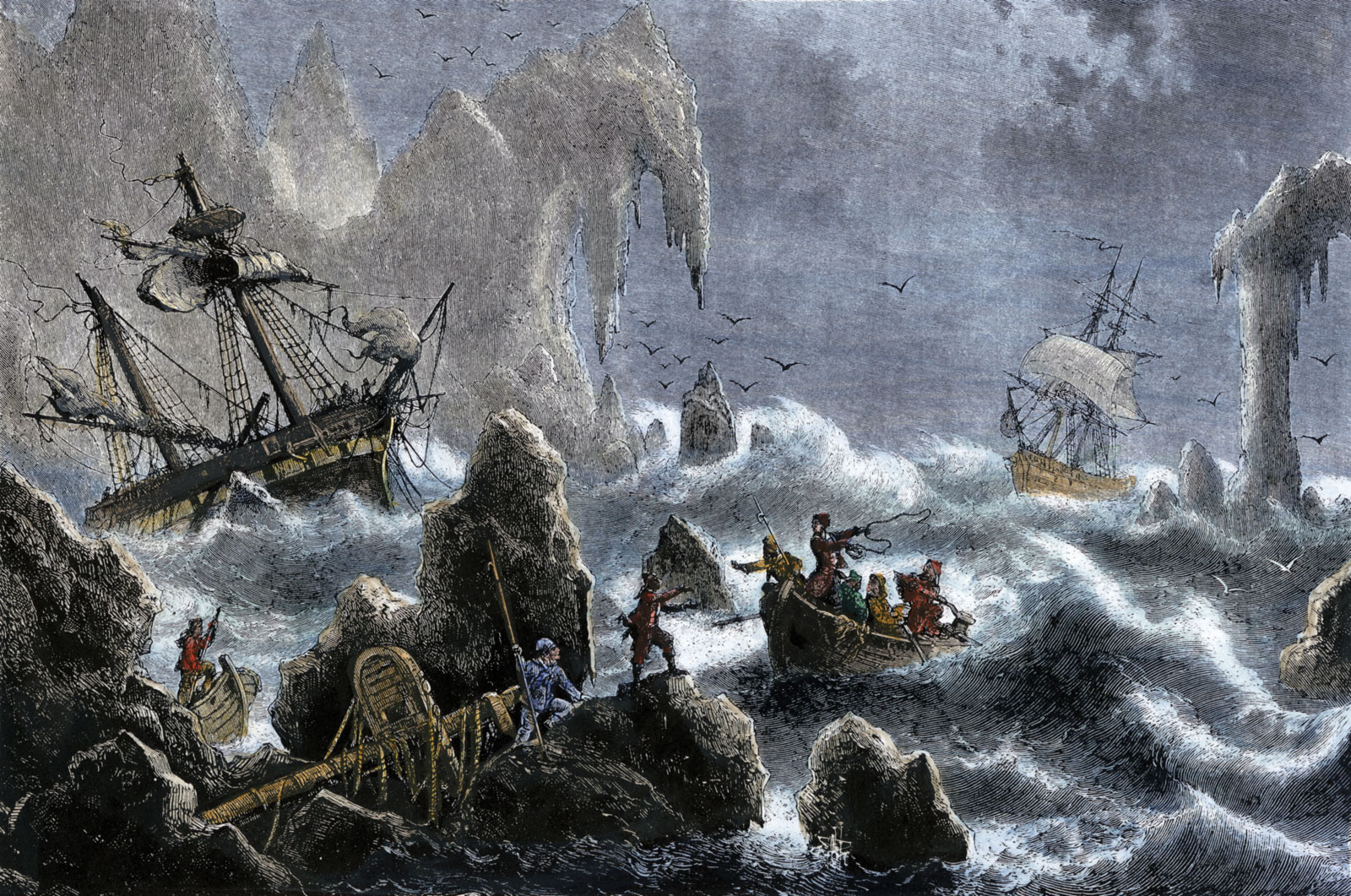
L'expedició de Vitus Bering va naufragar a les illes Aleutianas el 1741.

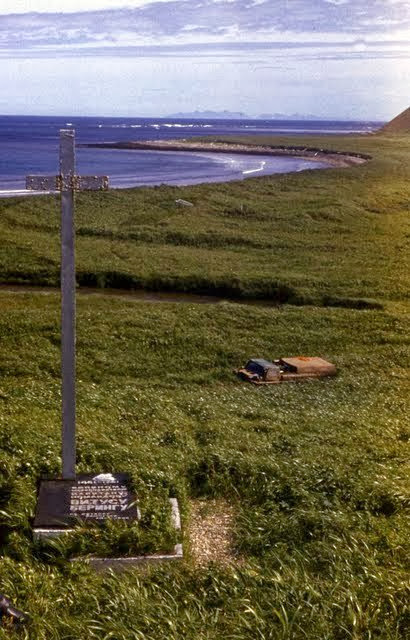
La tomba de Vitus Bering a l'illa de Bering

La importància del treball de Bering no va ser reconeguda durant molt temps, fins que el navegant anglès James Cook va provar en el seu tercer viatge per la regió (1776-1779) l'exactitud de les seves observacions. Molts accidents geogràfics de la zona per ell explorada porten ara el seu nom, com l'estret de Bering, l'illa de Bering o el mar de Bering. A més, la regió asiàticoamericana integrada per Alaska, l'extrem est de Sibèria, l'estret de Bering i els mars de Bering i Txuktxis porta el seu nom, Beríngia, així com el pont de gel que antigament comunicaria dos continents, el pont terrestre de Bering.
L'agost de 1991 les restes de Bering, i cinc dels seus tripulants, van ser descobertes per un transport marítim russo-danès. Els cossos van ser transportats a Moscou, on els metges van aconseguir establir la seva aparença. Les seves dents no tenien signes evidents d'escorbut, cosa que duu a la conclusió que va morir d'una altra malaltia. El 1992, els cossos de Bering i els altres mariners van ser novament enterrats a l'illa de Bering.

## Biografia
- Frost, Orcutt. Bering: The Russian Discovery of America. New Haven, CT: Yale University Press, 2003 (hardcover, ISBN 0300100590).
- Lauridsen, P. Bering og de Russiske Opdagelsesrejser (Copenhagen, 1885)
- Müller, G.F. Sammlung russischer Geschichten, vol. iii. (St Petersburg, 1758)
- Oliver, James A. The Bering Strait Crossing. UK: Information Architects, 2006 (tapa dura ISBN 0954699572, tapa tova ISBN 0954699564)
- Under Vitus Bering's Command: New Perspectives on the Russian Kamchatka Expeditions (Beringiana, 1), edited by Natasha Okhotina Lind and Peter Ulf Møller. Aarhus: Aarhus University Press, 2002 (tapa tova, ISBN 87-7288-932-2).